# كود بلاك
كوري سولجان (Corey soljan) و يعرف أكثر باسم شهرته كود بلاك (Code Black)  هو دي جي و منتج أسطوانات أسترالي من مواليد 30 يوليو 1987.

## روابط خارجية
- كود بلاك على موقع ميوزك برينز (الإنجليزية)
- كود بلاك على موقع أول ميوزيك (الإنجليزية)
- كود بلاك على موقع ديسكوغز (الإنجليزية)